# Куджой Лагуна
Куджой Лагуна (англ. Cudjoe Lagoon) — природне, тропічне та стічне озеро в окрузі Коросаль, що в Белізі. Довжина до 3 км, а ширина до 1,5 км, і розкинуло свої плеса на висоті до 3 метрів. Знаходиться майже на узбережжі Карибського моря, зокрема неподалік його затоки-бухти Четумаль, куди впадає канал Грантс Крік (Grants Creek), який витікає саме з озера.
Довкола озера лісові зарослі тропічного лісу та сільськогосподарські угіддя. Найближчі поселення: Куппер Банк (Copper Bank) та Чунокс (Chunox) — в 2 кілометрах на схід.